# Liste de châteaux américains par ordre alphabétique
Cette liste non exhaustive répertorie les principaux châteaux aux États-Unis.
Elle inclut les châteaux au sens large du terme, c'est-à-dire :
- les châteaux (généralement bâtis en milieu rural, y compris chartreuses, gentilhommières, maisons fortes, manoirs),
- les palais ou bâtiments officiels (généralement bâtis en milieu urbain),
- les donjons,
- les domaines viticoles, présentant un édifice répondant à la définition de château,
- les demeures ou constructions contemporaines dont l'architecture imite l'architecture médiévale.

quel que soit leur état de conservation (ruines, bâtiments d'origine ou restaurés) et leur statut (musée, propriété privée, ouvert ou non à la visite).
Elle exclut :
- les citadelles et forts
- les domaines viticoles qui n'ont de château que le nom, en l'absence d'édifice répondant à la définition de château.

- Haut – A
- B
- C
- D
- E
- F
- G
- H
- I
- J
- K
- L
- M
- N
- O
- P
- Q
- R
- S
- T
- U
- V
- W
- X
- Y
- Z

## A
- Castello di Amorosa (en), Calistoga, Californie

## B
- Bancroft Tower (en), Worcester, Massachusetts
- Barnemann's Castle (en), Beacon, New York
- Beardslee Castle (en), Little Falls, New York
- Belcourt Castle (en), Newport, Rhode Island
- Château de la Belle au bois dormant, Anaheim, Californie
- Belvedere Castle, New York, New York
- Domaine Biltmore, Asheville, Caroline du Nord
- Bishop Castle, Rye, Colorado
- Château de Boldt, Archipel des Mille-Îles, New York
- Boston University Castle (en), Boston, Massachusetts
- Bowman's Castle (en), Brownsville, Pennsylvanie

## C
- Ancien Capitole de l'État de Louisiane (en), Bâton-Rouge, Louisiane
- Carey Mansion (en), Newport, Rhode Island
- Château de Cendrillon, Lake Buena Vista, Floride
- Church House (en), Greenport, New York
- Château de Coronado Heights (en), Lindsborg, Kansas
- Curwood Castle (en), Owosso, Michigan
- Château de Corail, Homestead (Floride), construit par Edward Leedskalnin

## D
- Château de Dark Island (en), Archipel des Mille-Îles, New York

## F
- Franklin Castle (en), Cleveland, Ohio

## G
- Gillette Castle (en), East Haddam, Connecticut
- Glen Eyrie (en), Colorado Springs, Colorado
- Grey Towers Castle (en), Glenside, Pennsylvanie

## H
- Hammond Castle (en), Gloucester, Massachusetts
- Hearst Castle, San Simeon, Californie
- Hempstead House (en), ou Castle Gould, Sands Point, New York
- Henderson Castle (en), Kalamazoo, Michigan
- Herreshoff Castle (en), Marblehead, Massachusetts
- Hippol Castle (en), Chapel Hill, Caroline du Nord

## L
- Château Laroche (en), Loveland, Ohio

## M
- Maison-Blanche, Washington DC
- Martin Castle (en), Lexington, Kentucky
- Marble House, Newport, Rhode Island
- Meadow Brook Hall (en), Rochester Hills, Michigan
- Castle Museum (en), Saginaw, Michigan

## N
- Nichols Hall (en), Manhattan, Kansas

## O
- Ochre Court (en), Newport, Rhode Island
- Oheka Castle, Huntington, New York
- Forteresse médiévale d'Ozark, Lead Hill, Arkansas

## P
- Piatt Castles (en), West Liberty, Ohio

## Q
- Richthofen Castle (en), Denver, Colorado

## R
- Castle Rock (en), Philipstown, New York

## S
- Samuel Taylor Suit Cottage (en), Berkeley Springs, Virginie-Occidentale
- San Francisco Armory (en) (The Armory), San Francisco, Californie
- Castillo de San Marcos National Monument, Saint Augustine, Floride
- Scotty's Castle, vallée de la Mort, Californie
- Searles Castle (en), Great Barrington, Massachusetts
- Searles Castle (en), Windham, New Hampshire
- Shea's Castle (en), Antelope Valley, Californie
- Stan Hywet Hall (en), Akron, Ohio
- Smithsonian Castle, Washington DC
- Squire's Castle (en), Cleveland, Ohio

## T
- Thornewood Castle (en), Lakewood, Washington

## W
- Wilson Castle (en), Proctor, Vermont
- Winnekenni Castle (en), Haverhill, Massachusetts
- Westbury House (en), Old Westbury, New York
- Château de Westminster, Westminster, Colorado
- Whitemarsh Hall, Wyndmoor, Pennsylvanie